# Mentor Graphics

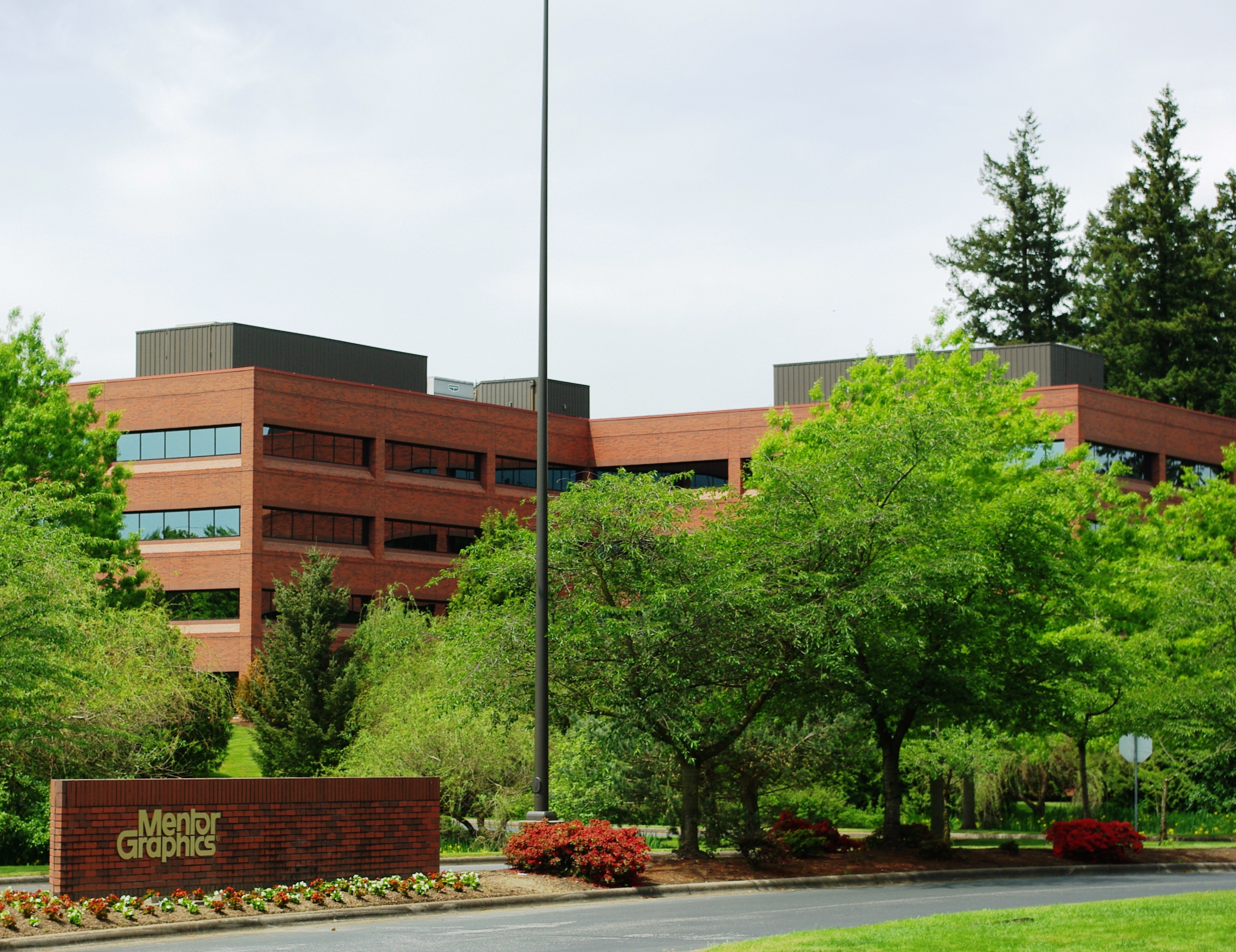
Sede della Mentor Graphics a Wilsonville, Oregon

Mentor Graphics è stato un costruttore di software nel settore della Electronic Design Automation (EDA) e Embedded Software con sede nell'Oregon negli USA. Era la società più grande al mondo per numero di dipendenti nel suo settore con oltre 5.000 collaboratori.
Altre società concorrenti sono la Cadence Design Systems e la Synopsys.

## Storia
Nel 1980 durante lo sviluppo nel settore dei circuiti integrati si sviluppò anche il settore del computer-aided engineering (CAE) e computer-aided design (CAD). Mentor Graphics nasce nel 1981 da ex dipendenti della Tektronix con lo scopo sociale di sviluppare software CAD-CAE.
Come piattaforma hardware venne scelto la workstation Apollo Computer. Nel 1982 venne commercializzato il programma IDEA 1000.
Nel 2009 viene inglobata la Valor Computerized Systems.
Nel 2016 dopo diverse vicissitudini finanziarie viene annunciata la cessione alla Siemens AG per 4,5 miliardi di US$. La società verrà inserita nella divisione Siemens PLM Software della "Digital Factory Division" nel 2017.